# Omdel-Damm
Der Omdel-Damm, für Omaruru-Delta-Damm, ist ein Staudamm in Namibia.
Der Damm liegt rund 38 Kilometer östlich von Henties Bay. Der Omdel-Damm wurde 1984 als Gewichtsstaumauer aus Erdreich und Ton fertiggestellt. Der Omdel-Stausee wird durch den Omaruru gespeist und hat ein Fassungsvermögen von rund 41,288 Millionen Kubikmetern. Das Einzugsgebiet hat eine Größe von etwa 11.000 km².
Der Stausee erhielt erstmals 2020 nach drei Jahren wieder Zufluss.